# Xyloplax turnerae
Xyloplax turnerae är en sjöstjärneart som beskrevs av Rowe, Baker och Clark 1988. Xyloplax turnerae ingår i släktet Xyloplax, ordningen Xyloplacidae, klassen sjöstjärnor, fylumet tagghudingar och riket djur. Inga underarter finns listade i Catalogue of Life.